# 曹壁光
曹壁光（1946年8月13日－），泰文名为七猜·万那沙提（泰語發音：[t͡ɕʰít.t͡ɕʰaj wan.ná.sà.tʰìt]；RTGS：Chitchai Wannasathit）是2006年4月至5月在任的泰国代理总理，此时他信·西那瓦在选举中失利。一个多月后，他信又恢复了他的职位。曹壁光为第一副总理兼司法部长，并且拥有中国血统。
2006年9月19日，曹壁光在政变中被军方逮捕，但是不久即被释放。